# Álvaro González Alcaraz
Álvaro González Alcaraz (Málaga, 29 de octubre de 1974) es un deportista español que compitió en fútbol 5 adaptado en la posición de portero. Ganó una medalla de bronce en los Juegos Paralímpicos de Londres 2012.

## Palmarés internacional
| Juegos Paralímpicos | Juegos Paralímpicos   | Juegos Paralímpicos | Juegos Paralímpicos |
| Año                 | Lugar                 | Medalla             | Competición         |
| ------------------- | --------------------- | ------------------- | ------------------- |
| 2012                | Londres (Reino Unido) | Medalla de bronce   | Torneo masculino    |